# Aavoja
L'Aavoja è un fiume del nord dell'Estonia. Lungo 23 chilometri, confluisce nello Jägala.